# Шор, Джон (трубач)

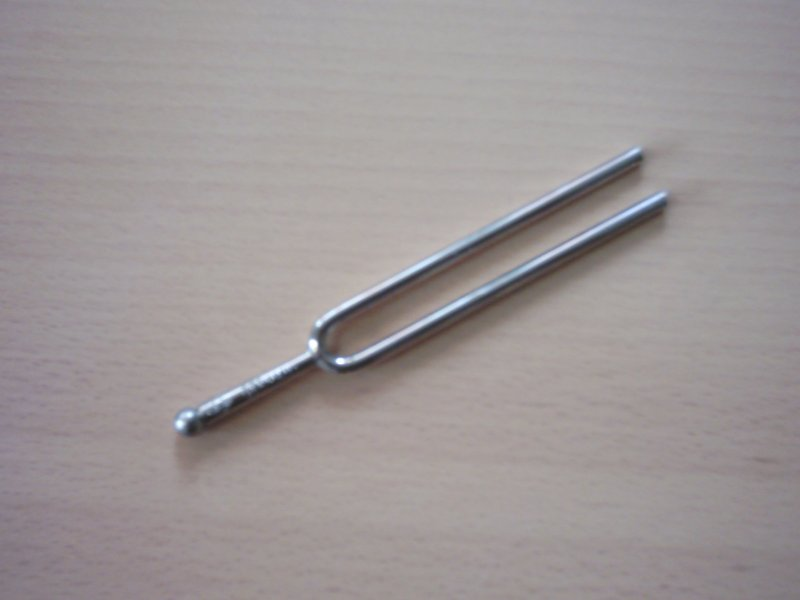
Камертон

Джон Шор (англ. John Shore; 1662 — 1752) — английский музыкант, придворный трубач британской королевы Энн Стюарт и короля Георга I. Считается, что именно Джон Шор изобрел камертон в 1711 году.
В 1714 году Джон Шор играл на коронации Георга I. С 1715 лютнист Королевской капеллы. Работал вместе с такими выдающимися композиторами, как Генри Пёрселл и Георг Фридрих Гендель.

## Источник
- Watkins Shaw, ‘Shore, John (c.1662-1752)’, rev., "Oxford Dictionary of National Biography", Oxford University Press, 2004, accessed 20 Dec 2007